# Schwarzwaldmilch
La Schwarzwaldmilch (hasta diciembre de 2010, Breisgaumilch) es un grupo de empresas alemán en la industria láctea, constituido en una cooperativa, con sede en Friburgo de Brisgovia, Alemania. Cuenta con dos centros de producción, el primero en Friburgo, con líneas de producción de leche procesada, mantequilla, productos de leche agria, bebidas lácteas, postres y pastas para untar; y el segundo en Offenburg, donde se producen productos de leche en polvo, aditivos alimentarios usados para la panadería, confitería y condimentación, y productos para la nutrición deportiva.

## Historia
El precursor más antiguo de Schwarzwaldmilch fue el "Milchgenossenschaft Freiburg" fundado en 1876, el "Freiburger Milchhof" de 1916 y el "Hildweins Milchvertrieb". El 6 de marzo de 1930, estas tres empresas se fusionaron en la "Breisgau Milchzentrale GmbH", cuyo objetivo principal era abastecer de productos lácteos a la población de Friburgo. En 1930 se entregaron a la empresa alrededor de 9,2 millones de litros de leche, veinte años después se produjeron 15 millones de litros de leche potable y más de 9 millones de litros de productos lácteos.
Después del final de la Segunda Guerra Mundial, se fueron tomando paso a paso más cooperativas y plantas de procesamiento en el suroeste de Baden-Wurtemberg. En 1961/62, el nombre de la empresa se cambió a "Breisgau-Milch" y, a partir de 1969, un cencerro estilizado fue la marca comercial de la empresa.
En 1981, "Breisgau-Milch" se hizo cargo de casi todas las acciones de "Schwarzwaldmilch GmbH" en Offenburg, fundada en 1932, pero dejó nombres y marcas como las dos partes del grupo de empresas.
En marzo de 2010, Breisgau-Milch fue acusada de etiquetado fraudulento, ya que la leche para el producto "Schwarzwälder Butter" y otros cuatro productos procedían de Allgäu y también se procesaban allí. Los productos se publicitaban con la inscripción "Nuestras vacas producen la mejor leche de la Selva Negra a partir de hierba fresca y hierbas de pradera de las tierras altas de la Selva Negra, que procesamos cuidadosamente".
En diciembre de 2010, "Breisgau-Milch" pasó a llamarse Schwarzwaldmilch y Bollenhut se convirtió en la marca registrada. Desde entonces, la empresa se ha dividido en dos ubicaciones, Friburgo (centrada en productos lácteos) y Offenburg (centrada en leche en polvo).
La entrega de leche de Schwarzwaldmilch ha sido certificada sin cosechas modificadas genéticamente desde 2017 y desde el 1 de julio de 2020 ha habido una prohibición de glifosato en todas las tierras agrícolas de los productores de Schwarzwaldmilch en las que cultivan alimentos para el sector del ganado lechero. Desde esa fecha, también está prohibida la compra de alimentos proteicos fuera de Europa. La lechería fomenta el ejercicio al aire libre con un recargo sobre el precio de la leche que se paga.
La filial recién fundada "Black Forest Nature GmbH" presentó una de las bebidas de avena orgánicas veganas de la marca 
"Velike!" en la primavera de 2020.
Andreas Schneider ha sido el director general desde el 1 de octubre de 2013.
El Grupo Schwarzwaldmilch es también el patrocinador principal del equipo de fútbol, SC Friburgo.

## Estructura y métricas

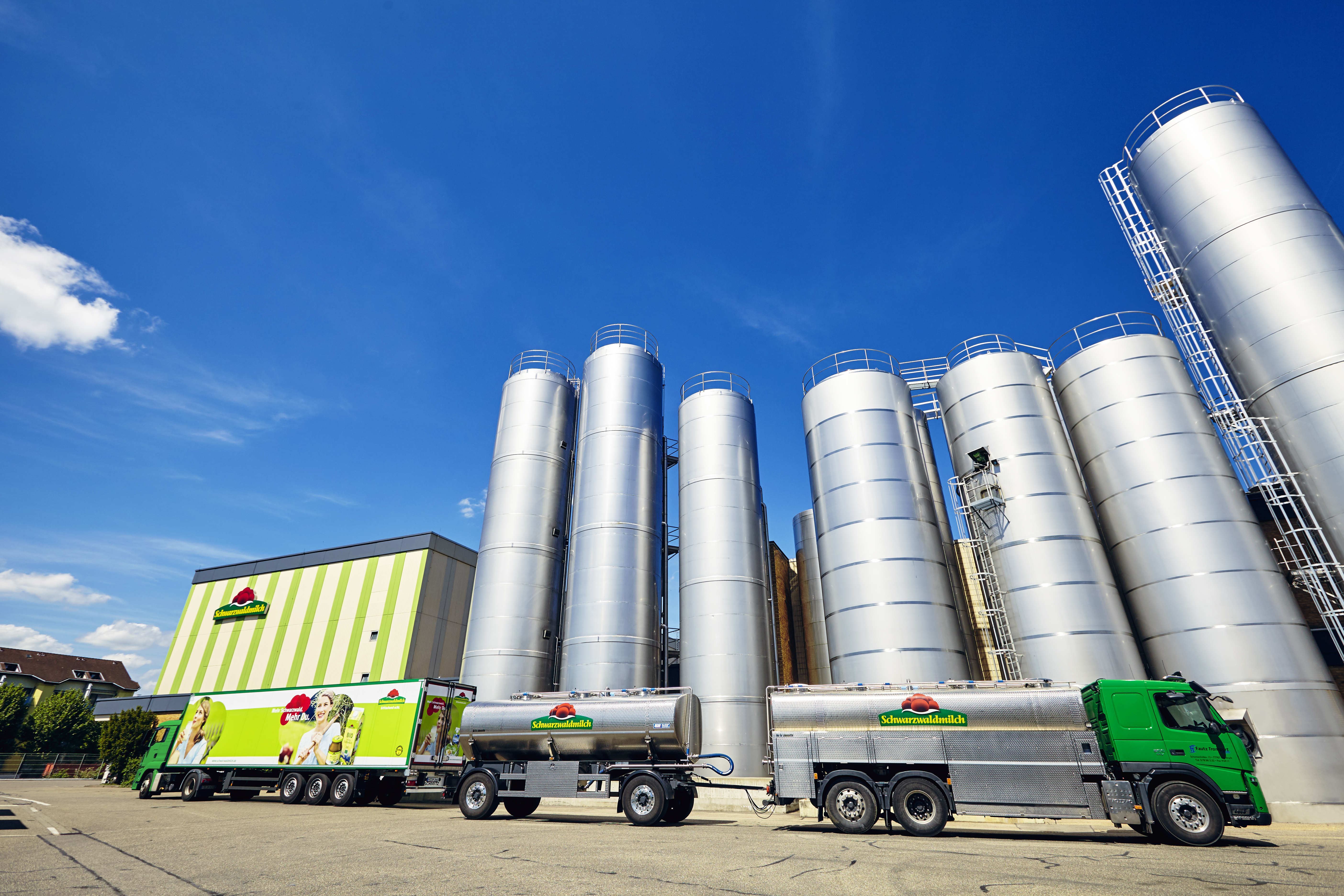
La lechería Schwarzwaldmilch en el sitio de Friburgo.

El Grupo Schwarzwaldmilch está formado por la empresa matriz Schwarzwaldmilch GmbH Freiburg y la filial Schwarzwaldmilch GmbH Offenburg. Desde el 1 de enero de 2015, la MEV (asociación de productores de leche Schwarzwaldmilch eG) es accionista de Schwarzwaldmilch, portavoz de la cooperativa y representante de la asociación de productores. El presidente del Consejo de Supervisión es Markus Kaiser.
Las granjas proveedoras de leche están organizadas como una cooperativa en las empresas y participan en las decisiones en la lechería a través de los consejos de supervisión.
El capital social de Schwarzwaldmilch GmbH Freiburg asciende a unos buenos 10 millones de euros (a diciembre de 2016).
Más de 1000 productores de leche contribuyeron a la facturación anual de 209 millones de euros en el ejercicio 2019; un total de alrededor de 431 empleados trabajaron en las dos ubicaciones, incluidos 25 aprendices. La cantidad de leche procesada fue de 274,8 millones de kilogramos. Las cooperativas de productores de leche recibieron en 2018 de la lechería y también en 2019 un precio de la leche superior a la media en comparación con otros estados alemanes. La lechería también estuvo por encima del promedio alemán con el precio de la leche orgánica que pagó.